# Khoudia Diop
Khoudia Diop bekannt auch als Melanin Goddess (* 31. Dezember 1996 in Senegal) ist ein senegalesisches Model und Schauspielerin.

## Leben
Als Kind wurde Diop wegen ihrer dunklen Hautfarbe noch gehänselt. Nachdem sie im Alter von 15 Jahren nach Paris gezogen war, wurde ihr jedoch immer wieder vorgeschlagen, als Model zu arbeiten. Sie nannte sich selbst die „Melanin Goddess“ (in Anspielung auf ihre dunkle schwarze Haut), um ihren Stolz auf ihr Aussehen auszudrücken.

## Karriere
2016 zog sie für das College nach New York City und wurde in einer Kampagne für The Colored Girl Project vorgestellt, was dazu führte, dass sie auf Instagram populär wurde. Nachdem sie Teil dieses Projekts war, stieg ihre Zahl der Follower auf Instagram in nur wenigen Tagen von 300 auf 350.000. 2017 trat sie in einer Werbekampagne für die französische Kosmetikmarke Make Up For Ever auf.